# Heusden Koers 1955
De 9e editie van de Belgische wielerwedstrijd Heusden Koers werd verreden op 16 augustus 1955. De start en finish vonden plaats in Heusden. De winnaar was André Pieters, gevolgd door Marcel D'Hondt en André Noyelle.

## Uitslag
| Heusden Koers 1955 |                |                              |       |
| Plaats             | Naam           | Ploeg                        | Tijd  |
| Winnaar            | André Pieters  | Bertin-d'Alessandro-The Dura | 4u10' |
| 2                  | Marcel D'Hondt |                              | z.t.  |
| 3                  | André Noyelle  | Alcyon-Dunlop                | z.t.  |

1929 · 1930-1935 · 1936 · 1937 · 1938 · 1939 · 1952 · 1953 · 1954 · 1955 · 1956 · 1957 · 1958 · 1959 · 1960 · 1961 · 1962 · 1963 · 1964 · 1965 · 1966 · 1967 · 1968 · 1969 · 1970 · 1971 · 1972 · 1973 · 1974 · 1975 · 1976 · 1977 · 1978 · 1979 · 1980 · 1981 · 1982 · 1983 · 1984 · 1985 · 1986 · 1987 · 1988 · 1989 · 1990 · 1991 · 1992 · 1993 · 1994 · 1995 · 1996 · 1997 · 1998 · 1999 · 2000 · 2001 · 2002 · 2003 · 2004 · 2005 · 2006 · 2007 · 2008 · 2009 · 2010 · 2011 · 2012 · 2013 · 2014 · 2015 · 2016 · 2017 · 2018 · 2019 · 2020 · 2021 · 2022 · 2023